# Ґао Шен
Ґао Шен (кит.: 高升, нар. 10 травня 1962) — китайський футболіст, що грав на позиції захисника за клуби «Ляонін Хувін» та «Кавасакі Фронталє», а також за національну збірну Китаю. По завершенні ігрової кар'єри — тренер. З 2016 року входить до тренерського штабу клубу «Ханчжоу Грінтаун».

## Клубна кар'єра
Народився 10 травня 1962 року. Вихованець юнацьких команд клубу «Ляонін Хувін». У дорослому футболі дебютував 1983 року виступами за головну команду того ж клубу, в якій провів вісім сезонів. За цей час п'ять разів виборював титул чемпіона Китаю, а 1990 року ставав клубним чемпіоном Азії.
1991 року перейшов до японського «Кавасакі Фронталє», у якому провів заключні чотири сезони ігрової кар'єри.

## Виступи за збірну
1985 року дебютував в офіційних матчах у складі національної збірної Китаю.
У складі збірної був учасником кубка Азії з футболу 1988 року у Катарі.
Загалом протягом кар'єри в національній команді, яка тривала 6 років, провів у її формі 31 матч, забивши 1 гол.

## Кар'єра тренера
Розпочав тренерську кар'єру невдовзі по завершенні кар'єри гравця, 1996 року, як тренер молодіжної команди клубу «Кавасакі Фронталє», де працював до 2001 року.
Потім змінив декілька тренерських позицій, протягом 2013–2014 років був головним тренером клубу «Ляонін Хувін», а 2016 року приєднався до тренерського штабу клубу «Ханчжоу Грінтаун», в якому став помічником головного тренера основної команди та опікувався командою дублерів.

## Титули і досягнення
- Чемпіон Китаю (5):

«Ляонін Хувін»: 1985, 1987, 1988, 1990, 1991
- Володар Кубка Китаю (2):

«Ляонін Хувін»: 1984, 1986
- Клубний чемпіон Азії (1):

«Ляонін Хувін»: 1989-1990